# Kazimierz Pułaski
Kazimierz Pułaski ([ka'ʑimʲɛʐ pu'waski]; engelska: Casimir Pulaski), född 4 mars 1745 i Warszawa, död 11 oktober 1779 i Savannah i USA, var en polsk militärledare och politiker verksam i Polen och USA. För sina insatser i det amerikanska frihetskriget kallas han ofta det amerikanska kavalleriets fader.
Pułaski var åren 1768-1772 ledare för Barkonfederationen i kampen mot Kejsardömet Ryssland. Åren 1777-1779 kämpade han under George Washington i det amerikanska självständighetskriget, där han svarade för uppbyggnaden av kavalleriförband. Pułaski deltog i slaget vid Charleston (10 maj 1779) och sårades dödligt vid slaget om Savannah 1779.